# Ian Paisley
Ian Richard Kyle Paisley, Baron Bannside, född 6 april 1926 i Armagh, död 12 september 2014 i Belfast, var en nordirländsk politiker och kyrkoledare, som framför allt stod för unionism, eller strävandena att behålla Nordirland inom Storbritannien. Han var partiledare för Democratic Unionist Party och pastor inom sin egen gren av presbyterianerna. Mellan 8 maj 2007 och 5 juni 2008 var han försteminister i Nordirlands självstyrelseregering (Northern Ireland Executive).
Paisley har utpekats som extrem unionist. Han var en av grundarna av Ulsters Fria Presbyterianska Kyrka, ett uttalat anti-katolskt och unionistiskt trossamfund.
Paisley vägrade alla kontakter med IRA:s politiska gren Sinn Féin. Han och hans parti medverkade därför inte till det nordirländska fredsavtal som kom till stånd 1998, långfredagsavtalet. I mars 2007 mötte Paisley för första gången Sinn Féins partiledning och medverkade till en överenskommelse om regeringssamarbete.
År 1970 invaldes Paisley för första gången i Nordirlands dåvarande regionala parlament. Från 1970 till 2010 var han ledamot av det brittiska underhuset för valkretsen "North Antrim". Han blev ledamot i Europaparlamentet år 1979 och behöll sitt mandat utan problem fram till valet 2004, då han avböjde omval.
Paisley var teologie hedersdoktor vid Bob Jones University.

## Biografi

### Uppväxt
Ian Paisley föddes i staden Armagh i grevskapet Armagh, och växte upp i staden Ballymena i Antrim, där hans far James Kyle Paisley var en oberoende baptistpastor. Hans skotska mor Isabella Paisley var avgörande för att han konverterade till att bli evangelikal vid sex års ålder. Efter att han slutfört sin skolgång vid Model School i Ballymena började han arbeta på en gård i Sixmilecross i Tyrone. Under denna tid upplevde han att han fick en kallelse att bli kristen predikant. Han studerade teologi vid det fundamentalistiska School of Evangelism i Barry i Wales och senare, i ett år, vid Reformed Presbyterian Theological Hall i Belfast.

### Grundandet av Fria Presbyterianska Kyrkan
År 1946 blev Paisley prästvigd vid en ceremoni i Ravenhill Evangelical Mission Church på Ravenhill Road i Belfast. Fyra präster från fyra olika samfund utförde olika roller i ceremonin men det har ifrågasatts av vissa om de hade befogenhet från sina kyrkor att delta. I början av 1950-talet återkallade det lokala presbyteriet Ian Paisleys tillstånd att använda Lissara Presbyterian church i Crossgar i Down till evangelisk mission. I samverkan med kyrkorådet i Lissara medverkade Ian Paisley till att bilda Ulsters Fria Presbyterianska Kyrka i Crossgar. Efter en omröstning i hans kyrka gick han med i Fria Presbyterianska Kyrkan och blev senare vald till det nya samfundets andra moderator, en post som han innehade tills i september 2007.
Paisley startade så småningom sin egen tidning, Protestant Telegraph, som var starkt antikatolsk, som ett redskap för att sprida sitt budskap vidare. I dag fylls denna roll av en webbplats, Institute of Protestant Studies. Han författade många böcker och skrifter i religiösa och politiska ämnen, däribland en kommentar till Romarbrevet.
Paisley användning av titeln 'Dr.' härrör från ett hedersdoktorat som han tilldelades av Bob Jones University, en fundamentalistiskt kristen högskola i Greenville, South Carolina. Skolans ledare Bob Jones, Jr. (1911 – 1997) var en nära vän till Paisley, som livet ut hade ett gott förhållande till institutionen och flera gånger talade vid dess årliga bibelkonferens.

### Politisk aktivism på 1950- och 1960-talen
1956 ingick Paisley bland de inbjudna till ett möte i Ulster Unionist Partys kontor på Glengall Street i Belfast. Många lojalister som skulle bli viktiga personer på 1960- och 1970-talen var också närvarande, och mötets uttalade syfte var att organisera försvaret av protestantiska områden mot befarad IRA-verksamhet, liksom den gamla Ulster Protestant Association hade gjort på 1920-talet. Detta följde på Sinn Féins framgång i valet 1955. Den nya organisationen beslöt att kalla sig Ulster Protestant Action (UPA), och det första året sedan den bildats ägnades åt diskussioner om medborgargarden, gatubarrikader och upprättande av listor på misstänkta IRA-medlemmar i både Belfast och på landsbygden.
1956 började IRA sin militära kampanj mot Nordirland. Inget hot från IRA materialiserade sig i Belfast och det stod snart klart att IRA:s aktiviteter var begränsade till Nordirlands gränstrakter, men Ulster Protestant Action fortsatte att existera (UPA ombildades senare till Protestant Unionist Party 1966). UPA bildade sektioner i fabriker och på arbetspaltser, däribland en under Paisleys direkta kontroll i Ravenhillområdet i Belfast. UPA började mer och mer fokusera på att försvara 'biblisk protestantism' och protestanters intressen vad gällde arbeten och bostäder. När Paisley blev dominerande inom Ulster Protestant Action fick han sina första domar för brott mot den allmänna ordningen. I juni 1959 skedde ett stort upplopp på Shankill Road i Belfast efter ett möte där han hade talat.
På 1960-talet bedrev Paisley kampanj mot Nordirlands premiärminister Terence O'Neills närmande till republiken Irland och hans möten med republikens Taoiseach (regeringschef), Seán Lemass, en veteran från påskupproret 1916 och den republikanska sidan i irländska inbördeskriget. Paisley motsatte sig O'Neills försök att införa medborgerliga rättigheter till den irländska nationalistiska minoritetsbefolkningen i Nordirland, bland annat att avskaffa den valkretsindelning i lokala val som missgynnade minoriteten. 1964 framförde Paisley ett krav på att polisen skulle avlägsna en irländsk flagga från Sinn Féins kontor i Belfast. Detta ledde, efter att kravet hade hörsammats, till två dagars upplopp. Paisleys politiska inriktning gjorde att han blev motståndare även till O'Neills efterträdare som premiärminister, major James Chichester-Clark (senare Lord Moyola) och Brian Faulkner.
1969 sattes han i fängelse tillsammans med Ronald Bunting för att ha organiserat en olaglig motdemonstration mot en marsch av Northern Ireland Civil Rights Association i Armagh. Han släpptes under en allmän amnesti för personer som dömts för politiska brott.

### Democratic Unionist Party
Democratic Unionist Party bildades 1971 av Ian Paisley och Desmond Boal. Det är för närvarande det största partiet i Nordirland och det fjärde största partiet i Storbritannien räknat efter antal ledamöter i brittiska underhuset. DUP:s anhängare är inte alltid medlemmar i Free Presbyterian Church, men ett antal av dess politiker är det.
Handlingar från den brittiska regeringen som blev offentliga 2002 visar att Paisley 1971 försökte nå en kompromiss med det nationalistiska partiet Social Democratic and Labour Party (SDLP). Försöket gjordes via den dåvarande brittiske kabinettssekreteraren Sir Burke Trend. Handlingarna visar att hade antytt att han kunde nå samförstånd med ledare för den katolska minoriteten, som skulle kunna utgöra en grund för en ny nordirländsk regering. Det förefaller som förslaget avslogs när det blev klart för SDLP att överenskommelsen skulle vara till den unionistiska majoritetens fördel.
Paisley motsatte sig Edward Heaths brittiska regerings avskaffande av Nordirlands parlament och regering 1972. Han var motståndare till Sunningdaleavtalet som syftade till att ombilda förhållandena mellan Nordirland, republiken Irland och Storbritannien, och som innefattade en koalitionsregering med medverkan från båda befolkningsgrupperna i Nordirland, och ett kontroversiellt allirländskt råd (Council of Ireland) som sammanlänkade Nordirland med republiken på en rättslig men inte konstitutionell nivå. Sunningdaleöverenskommelsen föll ihop efter en politisk strejk då tillgången på vatten och elektricitet skars av i många bostäder, och då den brittiske nordirlandsministern Merlyn Rees och premiärministern Harold Wilson inte klarade av att försvara Nordirlands koalitionsregering. Paisleys anhängare spelade en viktig roll i att organisera strejken. I januari 1974 blev Paisley utkastad ur parlamentet i Nordirland av polisen när han protesterade mot regeringen.
I april 1977 förklarade Paisley att han skulle dra sig tillbaka från politiken om en ny generalstrejk som han medverkade till att organisera skulle misslyckas. Strejken misslyckades, men Paisley höll inte sitt löfte.

### Kampanj mot homosexualitet
"Save Ulster from Sodomy" ("rädda Ulster från sodomi") var en kampanj som lanserades av Paisley 1977, i motstånd mot den kampanj för reform av lagstiftningen om homosexualitet i Nordirland, Campaign for Homosexual Law Reform (Northern Ireland), som startades 1974. Paisleys kampanj försökte förhindra att 1967 års sexualbrottslag, som hade avkriminaliserat homosexuella handlingar mellan män över 21 år i England och Wales, skulle bli giltig även i Nordirland. Kampanjen misslyckades när lagstiftning antogs 1982 som en följd av en dom i Europadomstolen året innan.

### Parlamentarisk verksamhet
I parlamentsvalet i Storbritannien 1970 valdes Paisley till ledamot av brittiska underhuset för valkretsen North Antrim. Året därpå grundade Paisley den mest framgångsrika och långlivade av sina politiska rörelser, Democratic Unionist Party, som ersatte hans Protestant Unionist Party. Partiet tog snart mandat på kommunal, regional, nationell och europeisk nivå. Paisley valdes till en av Nordirlands tre Europaparlamentariker i det första valet till Europaparlamentet 1979. Han har därmed varit samtidigt ledamot av Storbritanniens underhus, av Europaparlamentet och av Nordirlands regionala parlament. På sin första dag som europaparlamentariker försökte han avbryta Europeiska rådets dåvarande ordförande, den irländske regeringschefen Jack Lynch, men tystades ner av andra parlamentariker. När påven Johannes Paulus II höll ett anförande i Europaparlamentet 1988 anklagade Paisley honom för att vara Antikrist och avbröt upprepade gånger hans tal genom att skrika och hålla upp plakat. Han kördes ut ur kammaren av andra ledamöter. Han behöll sitt mandat i varje Europaval tills han avstod från omval 2004, och fick genomgående flest röster av Nordirlands ledamöter.
DUP har (sedan valet 2005) också nio mandat i brittiska underhuset och har haft ledamöter i alla de valda församlingar som har förekommit i Nordirland sedan partiet bildades. Länge var DUP den främsta utmanaren till det största unionistiska partiet, Ulsterunionisterna (UUP).
I valet i Nordirland 2003 blev DUP större än UUP, och tog trettio platser i regionparlamentet mot UUP:s tjugosju. I valet 2005 fick DUP nio mandat i brittiska underhuset mot UUP:s ett. Paisley lämnade 2010 underhuset efter 40 år som ledamot och adlades som Baron Bannside.

### 'Ulster säger nej'
På 1980-talet var Paisley, liksom alla de viktigare unionistiska förbunden, emot Anglo-Irish Agreement (1985), som undertecknades av de brittiska och irländska regeringscheferna Margaret Thatcher och Garret FitzGerald. Avtalet gav republiken Irland ett visst inflytande över styret av Nordirland, genom ett brittisk-irländskt sekretariat i Maryfield utanför Belfast och en brittisk-irländsk regeringskonferens. Unionisterna vände sig mot avtalet eftersom det infördes utan att Nordirlands befolkning fick ta ställning till det, och mot att en utländsk regering skulle "blanda sig i" de inre angelägenheterna i en del av Storbritannien. Sinn Féin var också emot avtalet.
Ett protestmöte med uppskattningsvis 200 000 deltagare hölls framför stadshuset i Belfast efter en kampanj med slagordet "Ulster säger nej" ("Ulster Says No"). Paisley och UUP:s dåvarande ledare James Molyneaux höll anföranden inför massmötet, som förlöpte fredligt men ignorerades av regeringen.
1985 avgick Paisley och övriga unionistiska parlamentsledamöter från underhuset i protest mot Anglo-Irish Agreement. I de påföljande fyllnadsvalen omvaldes alla utom en.
Den 9 december 1986 blev Paisley än en gång utkastad från Europaparlamentet för att han upprepade gånger avbröt ett tal av Margaret Thatcher.
1995 hade Paisley en roll i konflikten rörande en kontroversiell marsch i Drumcree mellan Oranienorden och boende på gatan Garvaghy Road. Marschen genomfördes efter att polisen beslutat att tillåta den och Paisley avslutade marschen hand i hand med UUP:s partiledare David Trimble som såg ut att utföra en "segerdans".

### Långfredagsavtalet
Paisleys DUP medverkade till en början i de förhandlingar under ledning av den före detta amerikanske senatorn George Mitchell som ledde till långfredagsavtalet 1998. Partiet lämnade dock förhandlingarna i protest när Sinn Féin, ett republikanskt parti med förbindelser med IRA, tilläts delta efter att IRA utlyst vapenvila. Paisley och hans parti motsatte sig avtalet i den folkomröstning som följde, där det stöddes av över 70% av väljarna i Nordirland och över 90% av väljarna i republiken Irland.
Fastän Paisley ofta betonade sin lojalitet med kronan anklagade han drottning Elizabeth för att vara premiärminister Tony Blairs "papegoja" när hon uttryckte sitt stöd för avtalet.
DUP ställde upp i det val som följde till det nya regionala parlamentet i Nordirland. Paisley blev invald, samtidigt som han behöll sina platser i Storbritanniens parlament och Europaparlamentet. DUP tog två ministerposter i den flerpartiregering som bildades (Paisley själv tog ingen av dessa poster), men de partiföreträdare som ingick i regeringen vägrade att delta i regeringsmöten eftersom Sinn Féin deltog.
De institutioner som upprättades enligt långfredagsavtalet har av olika anledningar blivit upplösta, och nya förhandlingar om återupprättat självstyre har förts. DUP har fortsatt att uttrycka sitt motstånd mot avtalet, men har sedan de blev det största unionistpartiet deltagit i förhandlingar som har haft långfredagsavtalet som sin utgångspunkt. Ian Paisley sade vid upprepade tillfällen att han inte kunde tänka sig att bilda regering tillsammans med Sinn Féin.

### St Andrews Agreement
Den 13 oktober 2006 gav Paisley sitt preliminära godkännande till överenskommelsen St Andrews Agreement, som innebar att Sinn Féin skulle ge sitt fulla stöd till polisen i Nordirland (PSNI) och DUP skulle gå med på att delta fullt ut i Nordirlands regering. Sinn Féin gav sitt stöd till PSNI och i valet till Nordirlands parlament 2007 fick DUP en ökad andel av rösterna och mandaten. 26 mars 2007, det datum då den brittiska regeringen enligt vad den sagt skulle upplösa Nordirlands parlament om inte självstyret kunde sättas igång, ledde Paisley en DUP-delegation i ett möte med en Sinn Féin-delegation ledd av Gerry Adams, där det beslöts och tillkännagavs att den självstyrande regeringen, med båda partiernas medverkan, skulle upprättas 8 maj.

## Åsikter och familj

### Religiös åskådning
Paisley framförde en starkt konservativ form av biblisk bokstavstolkning, som han beskrev som "bibelprotestantism" ("Bible Protestantism.") Den webbplats som företräder Paisleys institut European Institute of Protestant Studies (ianpaisley.org) beskriver sitt syfte som att "tolka Bibeln, avslöja påvedömet, och att främja, försvara och bevara bibelprotestantism i Europa och på andra håll." Paisleys webbplats beskriver ett antal områden där han ansåg att den "romerska kyrkan" har avvikit från Bibeln och därmed från den sanna kristendomen. Bland dessa finns transsubstantiationsläran, som Paisley hävdar har givit upphov till "upprörande vidskepelser och avgudiska oegentligheter", vördnaden av helgon och jungfru Maria (enligt Paisley överdriven och utan stöd i Bibeln), samt påveämbetet, som Paisley ansåg inte har någon biblisk grund.
I sociala och kulturella frågor hade Paisley åsikter som liknar dem som framförs av amerikanska fundamentalister som Pat Robertson och Jerry Falwell. Han förkastade evolutionsteorin till förmån för biblisk kreationism. Han predikade mot homosexualitet och stödde lagstiftning som förbjuder dess utövande. Han och hans organisation yttrade sig offentligt mot "blasfemi" i populärkultur, och har bland annat kritiserat scenföreställningarna Jesus Christ Superstar och Jerry Springer: The Opera. Paisley motsatte sig legal abort.
Trots sina antikatolska ståndpunkter har det visat sig att Paisley har fått ett litet antal röster från katoliker i val till brittiska underhuset och Europaparlamentet. Fastän han ofta stod i motsatsförhållande till republiken Irland hade han några religiösa anhängare där. Det var specifikt i egenskap av religiös ledare som han första gången gick med att träffa den irländske regeringschefen Bertie Ahern. Paisley ändrade sin inställning i denna fråga i september 2004, då han gick med att möta Ahern även i egenskap som politisk ledare för Democratic Unionist Party.
Paisley var i hela sitt liv helnykterist.

### Ordensmedlemskap
Paisley var före detta medlem av Oranienorden. Han höll tal inför oberoende Oranienordens samling varje 12 juli.

### Familj
Ian Paisley gifte sig med sin fru Eileen (född Cassells) 13 oktober 1956. 2006 fick Eileen Paisley som en av tre DUP-politiker pärsvärdighet, men hon sitter i House of Lords som partipolitiskt obunden. Paret Paisley fick fem barn, tvillingsönerna Kyle och Ian och tre döttrar, varav en är Rhonda Paisley. Tre av barnen har följt sin far i politik eller religion. Kyle Paisley är verksam inom kyrkan, Ian Paisley Jr. är en framträdande politiker i DUP och ledamot av regionparlamentet, och Rhonda Paisley är före detta lokalpolitiker för DUP samt konstnär. Ian Paisleys bror, Harold, är predikant i USA och Kanada.